# 伊德利德利亞島
伊德利德利亞島是俄羅斯的島嶼，位於楚科奇海，距離楚科奇半島僅2公里，由楚科奇自治區負責管轄，該島長1公里，最高點海拔高度21米，島上無人居住。
67°03′11″N 172°46′38″E / 67.0530°N 172.7773°E